# Заречненское сельское поселение
Заречненское се́льское поселе́ние (укр. Зарічненське сільське́ посе́лення, крымскотат. Qamacı köy yurtu, Къамаджы кой юрту) — муниципальное образование в Джанкойском районе Республики Крым России.
Административный центр — село Заречное.

## География
Расположено в центральной части Джанкойского района в степной зоне полуострова, на берегу одного из заливов Сиваша.

## История
В 1918 году был образован Заречненский сельский совет.
Статус и границы Заречненского сельского поселения установлены Законом Республики Крым от 5 июня 2014 года № 15-ЗРК «Об установлении границ муниципальных образований и статусе муниципальных образований в Республике Крым».

## Население
| 2001  | 2014  | 2015  | 2016  | 2017  | 2018  | 2019  |
| ----- | ----- | ----- | ----- | ----- | ----- | ----- |
| 3666  | ↘3003 | ↗3009 | ↘2980 | ↘2950 | ↘2925 | ↘2907 |
| 2020  | 2021  |       |       |       |       |       |
| ↘2883 | ↗3132 |       |       |       |       |       |

## Состав сельского поселения
| № | Населённый пункт | Тип населённого пункта       | Население |
| - | ---------------- | ---------------------------- | --------- |
| 1 | Армейское        | село                         | ↘175      |
| 2 | Болотное         | село                         | ↘238      |
| 3 | Заречное         | село, административный центр | ↘1820     |
| 4 | Митюрино         | посёлок                      | ↘10       |
| 5 | Низинное         | село                         | ↘243      |
| 6 | Перепёлкино      | село                         | ↘461      |
| 7 | Смежное          | село                         | ↘56       |